# Bezirksliga Oberschlesien 1934/35
De Bezirksliga Oberschlesien 1934/35 was het tweede voetbalkampioenschap van de Bezirksliga Oberschlesien, het tweede niveau onder de Gauliga Schlesien en een van de drie reeksen die de tweede klasse vormden. VfB 1910 Gleiwitz werd kampioen en ging naar de eindronde voor promotie, met de twee andere regionale kampioenen en werd tweede achter VfB Breslau waardoor ze promoveerden. 

## Bezirksliga

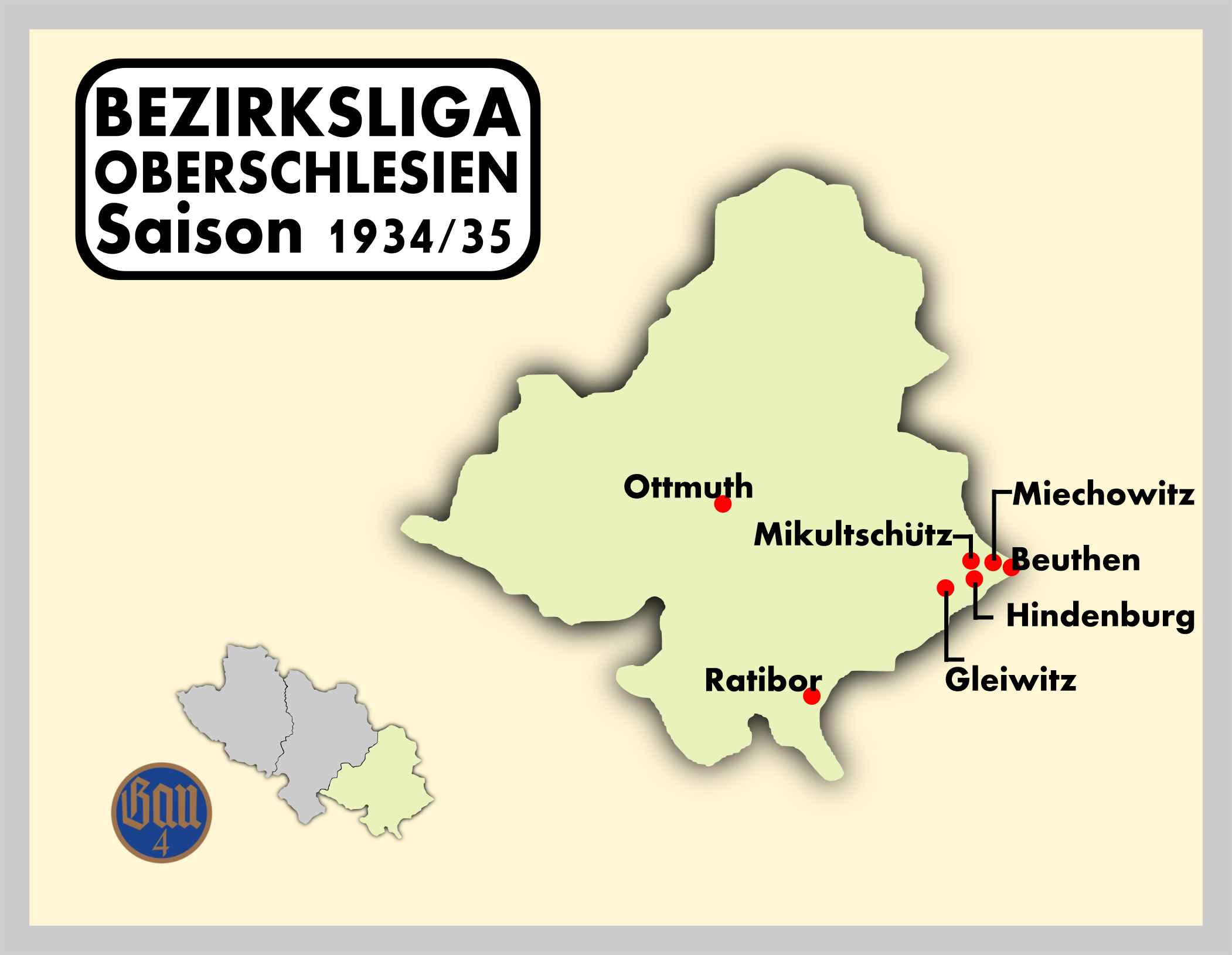
Speelsteden Bezirksliga Oberschlesien.

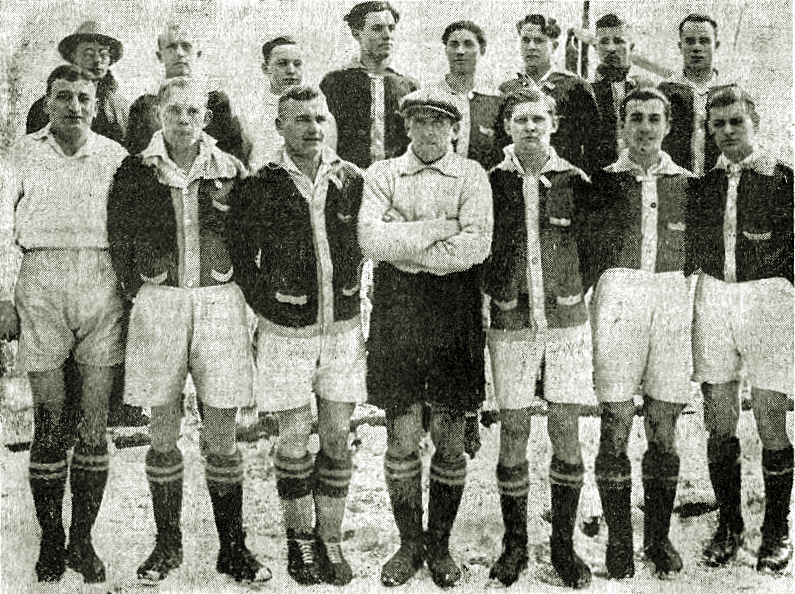
Kampioen VfB Gleiwitz

| Plaats | Club                           | Wed. | W  | G | V  | Saldo | Ptn.  |
| ------ | ------------------------------ | ---- | -- | - | -- | ----- | ----- |
| 1.     | VfB 1910 Gleiwitz              | 20   | 15 | 1 | 4  | 66:29 | 31:09 |
| 2.     | SuSV 1912 Miechowitz           | 20   | 10 | 3 | 7  | 38:47 | 23:17 |
| 3.     | Reichsbahn-SV Gleiwitz         | 20   | 9  | 3 | 8  | 64:39 | 21:19 |
| 4.     | SV Delbrückschächte Hindenburg | 20   | 9  | 3 | 8  | 47:48 | 21:19 |
| 5.     | SC Germania Sosnitza           | 20   | 10 | 1 | 9  | 46:50 | 21:19 |
| 6.     | Sportfreunde Mikultschütz      | 20   | 8  | 4 | 8  | 50:62 | 20:20 |
| 7.     | SV Preußen Ratibor             | 20   | 9  | 1 | 10 | 70:47 | 19:21 |
| 8.     | SV 1919 Ostrog                 | 20   | 8  | 2 | 10 | 39:37 | 18:22 |
| 9.     | Sportfreunde 1921 Ratibor      | 20   | 8  | 2 | 10 | 44:47 | 18:22 |
| 10.    | SpVgg-VfB 1918 Beuthen         | 20   | 6  | 2 | 12 | 42:72 | 14:26 |
| 11.    | DSC Bata Ottmuth               | 20   | 5  | 4 | 11 | 32:60 | 14:26 |

|  | Kampioen, deelname Promotie-eindronde             |
|  | Trok zich na dit seizoen terug uit de Bezirksliga |
|  | Degradatie naar 1. Kreisklasse                    |

## Promotie-eindronde Kreisklasse

### Groep 1
| Plaats | Club                 | Wed. | W | G | V | Saldo | Ptn.  |
| ------ | -------------------- | ---- | - | - | - | ----- | ----- |
| 1.     | Beuthener BC         | 6    | 4 | 1 | 1 | 16:09 | 09:03 |
| 2.     | SV Borsigwerk        | 6    | 3 | 1 | 2 | 17:11 | 07:05 |
| 3.     | SpVgg 1911 Kreuzburg | 5    | 2 | 0 | 3 | 06:13 | 04:06 |
| 4.     | VfR 1919 Gleiwitz    | 5    | 1 | 0 | 4 | 10:16 | 02:08 |

|  | Promotie naar Bezirksliga Oberschlesien 1935/36 |

### Groep 2
| Plaats | Club                                   | Wed. | W | G | V | Saldo | Ptn.  |
| ------ | -------------------------------------- | ---- | - | - | - | ----- | ----- |
| 1.     | Vereinigte Sportfreunde Preußen Neisse | 4    | 2 | 2 | 0 | 15:05 | 06:02 |
| 2.     | SV 1912 Königlich Neudorf              | 4    | 2 | 1 | 1 | 14:11 | 05:03 |
| 3.     | Neuer SV Cosel                         | 4    | 0 | 1 | 3 | 03:16 | 01:07 |

|  | Promotie naar Bezirksliga Oberschlesien 1935/36 |